# Esperantido
Esperantido is de term die in de Esperanto- en kunsttaalgemeenschap gebruikt wordt om een taal te beschrijven die gebaseerd is op, of geïnspireerd is door het Esperanto. Esperantido  verwees in het begin naar de taal die nu bekendstaat als Ido. Het woord is afgeleid van het woord Esperanto met het achtervoegsel -ido (wat afstammeling betekent). Esperantido betekent dus letterlijk afstammeling van Esperanto.
Er is een hoge mate van overlapping met het begrip eurokloon, een term gebruikt voor internationale hulptalen die voor hun materiaal uitsluitend of vrijwel uitsluitend putten uit Europese talen. Het verschil is, dat Esperantido's per definitie talen zijn die gebaseerd zijn op of ten minste sterk geïnspireerd zijn door het Esperanto, terwijl het begrip euroklonen ook talen omvat die niet direct iets met het Esperanto te maken hebben, zoals het Volapük en het Interlingua. Bovendien moet worden opgemerkt dat de term "eurokloon" een enigszins  pejoratieve connotatie heeft.

## Hervormingen van Esperanto
De meeste Esperantido's zijn gecreëerd om enkele zaken te herstellen die als zwakheden of fouten gezien werden in Esperanto, of in andere Esperantido's. Lejzer Zamenhof, de auteur van Esperanto, stelde zelf in 1894 een aantal hervormingen in de taal voor. Deze werden echter afgewezen door de toenmalige esperantisten.

### Mundolinco
De eerste esperantido was Mundolinco. Deze taal werd in 1888 door de Nederlander J. Braakman gemaakt en had ten doel een natuurlijker indruk te maken dan het Esperanto. De taal heeft elementen gemeen met het latere Ido en kan worden beschouwd als een vroege voorloper van het Interlingua.

### Ido
Ido, de belangrijkste Esperantido, was een poging om Esperanto meer in overeenstemming te brengen met West-Europese verwachtingen van een ideale taal, gebaseerd op bekendheid met Frans, Engels, en Italiaans. De wijzigingen hierin behelsden onder andere het verwijderen van niet-Latijnse letters als de "ĉ" en de herintroductie van de k/q dichotomie, het verwijderen van obscuurdere fonetische contrasten (waarvan er één, (x), met succes verwijderd is uit het Esperanto), de infinitieven laten eindigen op -r en de meervouden op -i als in het Italiaans, en het laten vervallen van de accusatief door het instellen van een vaste woordvolgorde, het verminderen van het aantal woorden met een gedefinieerd geslacht, het scheppen van een mannelijk achtervoegsel, het instellen van een onzijdig derde persoons enkelvoud persoonlijk voornaamwoord, het vervangen van de zelfstandige naamwoorden door woorden die meer lijken op die uit de Romaanse talen, het toevoegen van nieuwe wortels waar het Esperanto het voorvoegsel mal- gebruikt, het vervangen van een boel regelmatig samengestelde woorden door nieuwe wortels, die waarschijnlijk gemakkelijker te onthouden zijn voor Europeanen, en het vervangen van veel Germaanse en Slavische woorden door Romaanse vormen, zoals navo voor het woord ŝipo. Een voorbeeld van het Ido Onze Vader staat hieronder.

### Praktika Esperanto
Praktika Esperanto werd geïnspireerd door Ido, maar had minder hoogdravende bedoelingen: Het makkelijker onderscheidbaar maken van de werkwoordsuitgangen (-as,-is,-os,-us,-u) in alledaags spraakgebruik, het verwijderen van niet-Latijnse letters waar dit praktischer is, en het toevoegen van nieuwe woorden waar Esperanto het voorvoegsel mal- gebruikt.

### Sen:Esepera
Sen:Esepera ging een andere richting uit: Niet alleen werd de morfologie aangepast, maar ook de fonologie werd onder handen genomen met het doel deze toegankelijker te maken. Het aantal medeklinker-fonemen werd teruggebracht tot de veertien die in 95% van alle natuurlijke talen voorkomen, en de enige clusters van medeklinkers die toegestaan zijn, zijn combinaties van een nasale klank met een plosief (vandaar het woord esepera in de naam, dat afgeleid is van het Esperanto espera, "hoopvol"). Het werd gecreëerd om te leren aan hen die slechts één taal spreken met een beperkt aantal klanken.

### Bonjang
De meeste Esperantido's proberen de taal dichter bij een zekere etnische taal te brengen. Een van de weinige talen die het universeler probeert te maken is Bonjang, dat veel van zijn woordenschat aan het Maleis, Tagalog, Mandarijn en Swahili ontleent. Het is zelfs moeilijk te zien dat de taal verwant is aan Esperanto.
Bijvoorbeeld:
Ya yotang ginzim umba vampun yo mungkeng kasum,
is in Esperanto:
La kato granda ĉasas rapide la muson malgrandan,
(de grote kat achtervolgt snel de kleine muis).

### Universal
Een van de grammaticaal interessantere esperantido's is Universal. Het heeft een sjwa toegevoegd om clusters van medeklinkers te breken, geeft de accusatief aan met een nasale klinker, heeft een inclusieve en exclusieve vorm van "wij", gebruikt gedeeltelijke herhaling van klanken om het meervoud aan te geven (tablo"tafel", tatablo "tafels") en inversie voor het vormen van antoniemen (mega "groot", germe "klein", donu "geven", nodu "ontvangen", tela "ver", leta "dichtbij").
De in Universal gebruikte herhaling voor het aangeven van het meervoud, en inversie voor het antoniem, doen denken aan de muzikale taal Solresol.

### Poliespo
Hoewel de meeste esperantido's het Esperanto proberen te vereenvoudigen, heeft Poliespo ("polysynthetisch Esperanto") het aanzienlijk ingewikkelder gemaakt. Afgezien van de polisynthetische morfologie, gebruikt het veel van de fonologie en woordenschat van het Cherokee. Het heeft veertien klinkers, waaronder zes nasale en drie tonale.

## Gespecialiseerd Esperanto
Er zijn vele projecten die Esperanto aanpassen aan gespecialiseerde doeleinden. Eén hiervan is het Esperanto de DLT, dat gecreëerd werd als een tussenstap in machinevertaling.
Baza is een voorstel om Esperanto te beperken tot zo'n 400 woorden om als tussentaal tussen de verschillende Esperantido's te dienen, zoals Basic English het Engels probeerde te beperken tot 850 woorden.

## Esperant'
Er is ook een aantal Esperantido's gecreëerd ter amusement.
Een van deze talen, Esperant' is naar verluidt zijn bestaan begonnen in een chatroom, maar het is nooit gezien. Net als bij andere esperantido's is informatie over het idioom zeldzaam hoewel sommige aspecten ervan overgenomen zijn door Esperantisten. Deze delen van Esperant' gaan niet tegen de grammaticale regels van het Esperanto in, en worden algemeen begrepen, maar sommige delen ervan maken de communicatie langzaam en onsamenhangend.

### Zinsbouw
- De nominatieve uitgang -o vervalt. Knabo wordt knab
- De meervoudsuitgang -oj is verwijderd en vervangen door het achtervoegsel -aro ("verzameling"), wat weer veranderd wordt in -ar. Knaboj wordt knabar.
- De uitgangen -a en -aj bij het bijvoeglijk naamwoord worden verwijderd en het zelfstandig naamwoord wordt samengevoegd met het bijvoeglijk naamwoord waardoor het beschreven wordt. Bela knabino wordt belknabin
- De accusatieve uitgang -n vervalt en in plaats daarvan wordt "je" voor het woord gezet.
- Werkwoorden verliezen hun uitgang, en worden gebruikt als een handelend zelfstandig naamwoord met de uitgang -o, die ook vervalt.
  - De werkwoordsuitgang wordt verplaatst naar het voorzetsel in de zin, dat vervolgens als werkwoord fungeert. Als er geen voorzetsel in de zin is, wordt jen ("ziedaar") gebruikt.

Voorbeeld: Enkele jongens houden van het mooie meisje.
Esperanto Knaboj amas la belan knabinon.

Esperant' Jenas am' de knabar' je la belknabin'.

Letterlijk Ziedaar de liefde van jongens naar het mooie-meisje.
Een voorbeeld van het Esperant' Onze Vader staat hieronder.

## Persoonlijke Esperantido's
Ten slotte zijn er ook nog projecten die Esperanto een grotere verscheidenheid geven, zoals "dialecten" of pseudohistorische vormen, gebruikelijk voor literaire doeleinden. De twee meest opmerkelijke zijn Popido en Arcaicam Esperantom, beide gecreëerd door Manuel Havelink. Popido, oftewel "populair idioom" is bedoeld als een "dialect" van Esperanto, dat bijvoorbeeld veel van de vervoegingen in Esperanto achterwege laat. Arcaicam Esperantom is een verzonnen "archaïsche" versie van Esperanto die een veel complexer inflectioneel systeem heeft (datief en genitief met -d en -es, werkwoordsverbuiging naar persoon en getal, enzovoorts) evenals orthografische digrafen ph, tz enz., een harde c voor de k en de letters q, y en w.

## Voorbeelden van Ido, Esperant', Arcaicam Esperantom en Popido
Hieronder staat het Esperanto Onze Vader, samen met de vertaling in het Ido, Esperant', en Arcaicam Esperantom. Daaronder staat een zin in het Popido.
|  | Esperanto |  | Arcaicam Esperantom |
|  | --- |  | --- |
|  | Patro nia, kiu estas en la ĉielo, sanktigata estu via nomo. Venu via regno, fariĝu via volo, kiel en la ĉielo, tiel ankaŭ sur la tero. Nian panon ĉiutagan donu al ni hodiaŭ. Kaj pardonu al ni niajn ŝuldojn, kiel ankaŭ ni pardonas al niaj ŝuldantoj. Kaj ne konduku nin en tenton, sed liberigu nin de la malbono. |  | Patrom noses, cuyu estas en chielom, Estu sanctigitam Tues nomom. Venu Tues regnom, plenumighu Tues volom, cuyel en chielo, ityel ankez sur terom. Panon noses cheyutagan donu nosod hodiez. Cay pardonu nosod nies shuldoyn, cuyel ankez nos pardonaims shuldantoyd noses. Cay ne conducu nosoyn en tenton, sed liberigu nosoyn malbones. |
|  | Ido |  | Esperant’ |
|  | Patro nia, qua esas en la cielo, tua nomo santigesez; tua regno advenez; tua volo facesez quale en la cielo tale anke sur la tero. Donez a ni cadie l'omnidiala pano, e pardonez a ni nia ofensi, quale anke ni pardonas a nia ofensanti, e ne duktez ni aden la tento, ma liberigez ni del malajo.                    |  | Nipatr’, kies est’ ĉielas, iĝu via nom’ sankt’. Viu la regnalven’. Iĝu via la volfar’, kielas en la ĉiel’, tiel anku surtere. Hodiu ĉiutagpandon’ nin. Kaju la pardon’ al niofend’, kiel ankas nipardon’ al ofendintar’ nia. Kaju nea nia konduk’ entent’, sedu nia la liberig’ de l’ malbon’.                                             |

Een voorbeeld van Popido:
redonu al tu vir si pistol
wat in het Esperanto als volgt zou zijn:
redonu al tiu viro sian pafilon
(geef die man zijn pistool terug.)